# アーメンブレイク

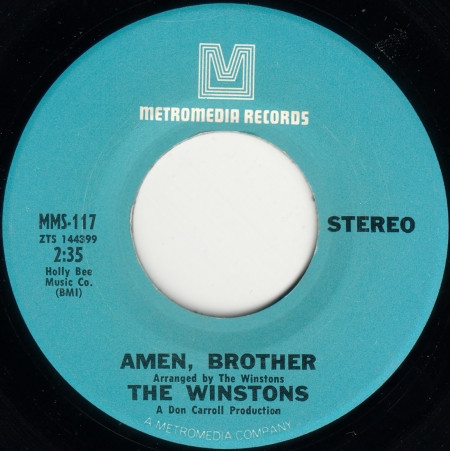
7インチレコードの「アーメン、ブラザー」

アーメンブレイク（英語: Amen break）はポピュラー音楽に広くサンプリングされたドラムソロの名称である。これは1969年にアメリカのソウルミュージックグループザ・ウィンストンズが発表したコンパクト盤シングル「カラー・ヒム・ファザー」のB面『アーメン、ブラザー』に由来し、およそ6から7秒（4小節）のドラムソロがグレゴリー・コールマンによって演奏された。
1980年代のヒップホップの高まりとともに、アーメンブレイクはN.W.Aの「ストレート・アウタ・コンプトン」やロブ・ベース&DJ E-Zロックの「キープ・イット・ゴーイング・ナウ」などのヒット曲に使われた。1980年以降、この4小節のドラムソロは、ブレイクビーツやヒップホップ、ハードコアテクノ、ラガマフィン、ジャングル、ドラムンベースなどのハードコア音楽に沢山使われている。サンプリングされた曲を掲示するサイト「WhoSampled」によると2025年3月時点で少なくとも6,734回サンプリングされ、音楽史の中で一番サンプリングされた音源の一つとなっていて、「6秒のブレイクがいくつものサブカルチャーを創った」とも評されている。
ザ・ウィンストンズのバンドリーダーであるリチャード・ルイス・スペンサーは著作権侵害の時効が切れる1996年まで音源が利用されていたことに気が付かなかったため、サンプリング代としてのロイヤルティーを一切受け取っていなかった。彼は盗作として非難したが、後にお世辞だったと表明した。彼は2006年に貧困とホームレスで死んだ、あのドラムソロを演奏したコールマンは自分が音楽史に影響を与えていたことに気付くことはなかっただろう、と思いを馳せた。

## レコーディング

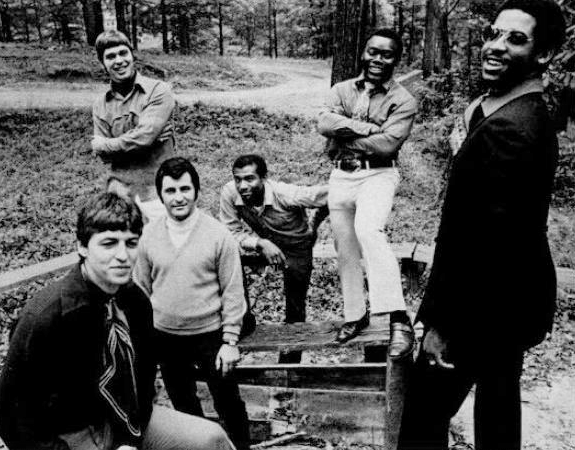
1969年のザ・ウィンストンズ

ザ・ウィンストンズはアメリカ南部を中心に活躍したワシントンD.C.出身のソウルバンドで、リーダーはリチャード・ルイス・スペンサーであった。1969年初頭、アトランタでシングル「カラー・ヒム・ファザー」を録音した。B面にはジェスター・ヘアーストンが映画『野のユリ』のために書いたゴスペル曲「アーメン」のアップテンポなインストゥルメンタルとカーティス・メイフィールドがスペンサーのために演奏したギターリフが収録された。 スペンサーが言うに約20分以内で作曲が終わったB面は「アーメン、ブラザー」と名付けられた。「カラー・ヒム・ファザー」はリズム・アンド・ブルースの売り上げトップ10のヒットになりグラミー賞を受賞したが、「アーメン、ブラザー」は少しも注目されなかった。 混血のグループであったせいか、出演契約を取り付けるのに苦労し、1970年に解散した。

## ドラムソロ
約1分26秒間の「アーメン、ブラザー」の演奏後、ドラム以外の楽器は演奏をやめ、ドラマーであるグレゴリー・コールマンが4小節のドラムソロを約7秒間披露する。最初の2小節は直前のビートを続け、3小節目でスネアドラムを遅らせて打つ。4小節目では最初に間を開けてリズムをずらし、シンコペーションを起こして早めのクラッシュシンバルを叩く。
このドラムソロは曲を長くするために加えられ、ただのリフにしては短すぎた。スペンサーは自身がこのブレイクを指示したと言うが、2015年時点で生きているバンドメンバーの一人のフィル・トロッタはコールマンだけの功績であるとした。

## サンプリング
1980年代のヒップホップの高まりとともに、DJはレコードのドラムソロを繰り返すためにターンテーブルを使い始め、それに合わせてMCがラップをするようになった。1986年に「アーメン、ブラザー」はDJ向けの古いファンクとソウルからドラムだけを抜き出したコンピレーションレコード「アルティメット・ブレイクス・アンド・ビーツ」に収録された。1986年にソルトNペパが発表したシングル「アイ・デザイア」はアーメンブレイクがサンプリングされ始めた初期の作品の一つとして知られている。1988年にはアーメンブレイクをサンプリングすることが主流となって沢山の作品が発表され、N.W.Aの「ストレート・アウタ・コンプトン」やロブ・ベース＆DJ E-Zロックの「キープ・イット・ゴーイング・ナウ」などが有名である。
アーメンブレイクはさまざな曲に使われ始め、音楽史で一番サンプリングされた曲の一つとなった。1990年代初頭のイギリスのダンス・ミュージックに広くサンプリングされ、特にドラムンベースとジャングルに多用された。ロックではオアシスなどが使用し、コマーシャルやフーチュラマなどのテレビ番組に使われたりとさまざまなジャンルの音楽に使われた。
アーメンブレイクは編集が容易なため、ジャングルによく使われ、さらに有名になった。イギリス人ドラマーのトム・スキナーは録音の質の「軽く歪んだ音」が魅力であるとした。アーメンブレイクはピッチやスピードを変えたり、自分で打ち直したりゴースト・ノートやほかのエフェクトを隠したりして、それぞれのサンプルを作り出す。

## ロイヤルティー
アーメンブレイクを含めた「アーメン、ブラザー」の著作権所有者は、バンドリーダーのリチャード・ルイス・スペンサーだった。スペンサーもコールマンもサンプリング代としてのロイヤルティーを一切受け取っていなかった。スペンサーはワシントンメトロで働いていた1996年に一人の役員がマスターテープを訪ねてくるまで、音源が利用されていることに気が付かなかった。ジャーナリストのサイモン・レイノルズはこの状況を「精子バンクに行き、知らないうちに何百人もの子どもをもうけた男」になぞらえた。スペンサーはアメリカの法律では著作権は30年で切れるため、合法な行動を起こすことができなかった。
スペンサーはサンプリングを盗作とみなし「騙されてレイプされた気分だ」と非難した。2011年には「（コールマンの）心と魂はあのドラムソロに入っている。今やそれをコピーアンドペーストして大儲けしている奴がたくさんいる」 と述べた。しかし2015年には「あれはコールマンに起こった最悪なことではなかった。私はアフリカ系黒人で実際私が作った何かを使いたい者がいる。これはお世辞だよ」と表明した。
コールマンは2006年に貧困とホームレスで亡くなった。スペンサーはあのドラムソロを演奏したコールマンは自分が音楽史に影響を与えていたことに気付くことはなかっただろうと思いを馳せた。2015年にイギリス人DJのマーティン・ウェブスターとスティーブ・テオバルドがスペンサーのためにGoFundMeで寄付を募り、18,000ポンド（日本円で約350万円）以上集まった。スペンサーは2020年に亡くなった。

## 関連文献
- Ryan Alexander Bloom (2018) (英語). Live Drum & Bass. New York: Hudson Music. ISBN 9781542858649
- Gerwin Eisenhauer (2005) (ドイツ語). Welcome to the Jungle. Germany: Dux. ISBN 3934958311